# Fissurella barbouri
Fissurella barbouri is een slakkensoort uit de familie van de Fissurellidae. De wetenschappelijke naam van de soort is voor het eerst geldig gepubliceerd in 1943 door Farfante.